# Wyspa Charcota
Wyspa Charcota – wyspa w Antarktyce, należąca do obszaru roszczeń Chile i Wielkiej Brytanii. Wyspa ma długość ok. 48 km i szerokość ok. 40 km. Jest cała pokryta lodem oprócz najwyższych szczytów.
Wyspa została odkryta 11 stycznia 1910 przez francuską ekspedycję antarktyczną, pod komendą Jeana-Baptisty Charcota. Położenie wyspy potwierdził George Hubert Wilkins, który obleciał ją dookoła samolotem 29 grudnia 1929.